# Ruschia obtusa
Ruschia obtusa är en isörtsväxtart som beskrevs av L. Bol. Ruschia obtusa ingår i släktet Ruschia och familjen isörtsväxter. Inga underarter finns listade i Catalogue of Life.